# Jevgenij Levkin
Jevgenij Levkin, född 14 oktober 1992, är en kazakisk backhoppare som tävlar i världscupen sedan 2009. Han ingår i Kazakstans A-lag. 2011 tog han guld i K-95 backen i Asiatiska vinterspelen 2011 som gick av stapeln i hans hemstad Almaty. Tidigare under säsongen föll han illa i kvalet i Bischofshofen, men klarade sig utan skador. 
Levkin skadade sig illa i en bilolycka i november 2012 vilket avslutade hans karriär.